# NAD+ quinase

NAD+ quinase (EC 2.7.1.23, NADK) é uma enzima que converte nicotinamida adenina dinucleotídeo (NAD +) em NADP + por meio da fosforilação da coenzima NAD+.  NADP + é uma coenzima essencial que é reduzida a NADPH principalmente pela via da pentose fosfato para fornecer poder redutor em processos biossintéticos, como biossíntese de ácidos graxos e síntese de nucleotídeos.  A estrutura do NADK do arqueano Archaeoglobus fulgidus foi determinada.
Em humanos, os genes NADK  e MNADK codificam NAD + quinases localizadas no citosol  e mitocôndrias , respectivamente. Da mesma forma, a levedura tem isoformas citosólicas e mitocondriais, e a isoforma mitocondrial de levedura aceita tanto NAD + quanto NADH como substratos para fosforilação.

## Reação
ATP + NAD+ {\displaystyle \rightleftharpoons } ADP + NADP+

## Mechanismo
NADK fosforila NAD + na posição 2 'do anel de ribose que carrega a porção de adenina. É altamente seletivo para seus substratos, NAD e ATP, e não tolera modificações no aceitador de fosforil, NAD, ou na porção piridina do doador de fosforil, ATP. O NADK também usa íons metálicos para coordenar o ATP no sítio ativo. Estudos in vitro com vários íons metálicos divalentes mostraram que o zinco e o manganês são preferidos ao magnésio, enquanto o cobre e o níquel não são aceitos pela enzima. Um mecanismo proposto envolve o oxigênio do álcool 2 'agindo como um nucleófilo para atacar o gama-fosforil do ATP, liberando ADP.

## Regulação
NADK é altamente regulado pelo estado redox da célula. Enquanto o NAD é predominantemente encontrado em seu estado oxidado NAD +, o NADP fosforilado está amplamente presente em sua forma reduzida, como NADPH.   Assim, NADK pode modular as respostas ao estresse oxidativo, controlando a síntese de NADP. Demonstrou-se que o NADK bacteriano é inibido alostericamente tanto pelo NADPH quanto pelo NADH.  Segundo relatos, o NADK também é estimulado pela ligação de cálcio / calmodulina em certos tipos de células, como neutrófilos. NAD quinases em plantas e ovos de ouriço-do-mar também se ligam à calmodulina. 